# Lena Dunham
Lena Dunham (New York vagy Amerikai Egyesült Államok, 1986. május 13. –) Golden Globe-díjas amerikai író, rendező, színésznő és producer. 
Az HBO Csajok című televíziós sorozatának (2012–2017) alkotójaként, írójaként és főszereplőjeként ismert, amelyért több Primetime Emmy-jelölést és egy Golden Globe-díjat kapott.

## Fiatalkora és családja
New Yorkban született. Édesapja Carroll Dunham festőművész, édesanyja, Laurie Simmons művész és fotográfus, a The Pictures Generation tagja. Apja protestáns vallású, és angol felmenőkkel rendelkezik; míg anyja zsidó. Van egy fiatalabb testvére, Cyrus, aki 2014-ben végzett a Brown Egyetemen. Szerepelt Dunham első filmjében, a Creative Nonfiction-ben, majd a második, Tiny Furniture című rendezésében. A testvérek Brooklynban nőttek fel, a nyarakat pedig a Connecticut állambéli Salisburyben töltötték.
Dunham elmondta magáról, hogy „kulturális értelemben nagyon is zsidónak érzi magát, bár ez a legnagyobb klisé, amit egy zsidó nő mondhat.” Az elismert izraeli költő, Yehuda Amichai művei segítettek neki kapcsolatba kerülni a zsidósággal. A Dunham család a Tiffany család unokatestvérei, akik az ékszerkereskedelemben kiemelkedő szerepet játszanak.
Dunham először a Friends Seminarybe járt, mielőtt hetedik osztályban átiratkozott a brooklyni Saint Ann's Schoolba, ahol megismerkedett a Tiny Furniture színésznőjével, Jemima Kirke-kel. Dunham tinédzserként elnyerte a Scholastic Art and Writing Awardot is. Egy évig a New Schoolban tanult, majd átiratkozott az Oberlin College-ba, ahol 2008-ban végzett kreatív írásból.

## Magánélete
2012-ben Dunham a Fun zenekar gitárosával, Jack Antonoffal kezdett járni. Dunham és Antonoff 2017 decemberéig voltak együtt; ezt követően különváltak, bejelentve, hogy a szakítás "békésen" történt.
Gyermekkorában kényszerbetegséget diagnosztizáltak nála, és egészen 2018-ig alacsony dózisú anxiolitikumot (Klonopin) szedett szorongása enyhítésére. 2020 áprilisában két évnyi gyógyszermentes életet ünnepelt.
2018 februárjában Dunham a Vogue-nak írt egy esszét arról, hogy endometriózis miatt méheltávolításon esett át.
2019-ben elárulta, hogy Ehlers-Danlos-szindrómában szenved.
2020 júliusában az Instagramon számolt be a COVID-19-cel kapcsolatos tapasztalatairól, mert megfigyelte, hogy az emberek nem veszik komolyan a társadalmi távolságtartást. Bár nem került kórházba, három hétig "súlyos tünetei voltak".
Miután egy közös barátjuk összehozta őket egy vakrandira, Dunham 2021 januárjában kezdett el randizni Luis Felber angol-perui zenésszel. 2021 szeptemberében Dunham és Felber zsidó szertartás keretében házasodtak össze a Sohóban található Union Clubban. A kilenc koszorúslány között Taylor Swift, Tommy Dorfman és Myha'la Herrold is szerepeltek. Dunham három Christopher Kane által készített egyedi ruhát viselt a teljes nap folyamán.

## A médiában
Dunham számos magazin címlapján szerepelt, többek között a Vogue, az Elle, a Marie Claire és a Rolling Stone címlapján. Miután Dunham meztelen lábakkal pózolt a Glamour 2017. februári címlapján, dicsérte a magazint, amiért szerkesztetlen fotót közölt, és láthatóvá tette a combján lévő narancsbőrt.

## Bibliográfia

### Könyvei
- Not That Kind of Girl: A Young Woman Tells You What She's "Learned". New York, NY: Random House (2014. augusztus 18.). ISBN 978-0-812-99499-5

### Esszék és beszámolók
- (2010. április 28.) „Funny Girl: Sarah Silverman”. Paper.
- (2012. június 28.) „Seeing Nora Everywhere”. The New Yorker.
- (2012. augusztus 13.) „First Love”. The New Yorker.
- (2013. március 25.) „A Box of Puppies”. The New Yorker.
- (2013. november 4.) „Deliverance”. The New Yorker 89 (35), 78. o.
- (2014. szeptember 1.) „Difficult girl : growing up with help”. The New Yorker 90 (25), 24–28. o.[45]
- (2015. március 30.) „Dog or Jewish Boyfriend? A Quiz”. The New Yorker.
- (2015. július 10.) „The Bride in Her Head”. The New Yorker.
- (2018. szeptember 5.) „The Enduring Spell of 'The Outsiders'”. The New York Times Style Magazine.

## További cikkek
- (2013) „Judy Blume and Lena Dunham in Conversation”. The Believer, San Francisco, Calif, Kiadó: Believer Books, a Division of McSweeney's.
- (2016. szeptember 1.) „"Art Porn Provocauteurs": Queer Feminist Performances of Embodiment in the Work of Catherine Breillat and Lena Dunham”. The Velvet Light Trap, Madison, WI and Austin, TX 77 (1), 28–49. o, Kiadó: University of Wisconsin at Madison and The University of Texas at Austin. DOI:10.7560/VLT7703. ISSN 0149-1830. (Hozzáférés: 2016. március 5.)